# Dom Macedo Costa
Dom Macedo Costa este un oraș în unitate federativă Bahia (BA) din Brazilia.